# Scopula epigypsa
Scopula epigypsa là một loài bướm đêm trong họ Geometridae.